# Przysłop Dolny
Przysłop Dolny – polana w Paśmie Gorca w Gorcach. Znajduje się na południowym grzbiecie Przysłopu, już poza granicami Gorczańskiego Parku Narodowego. Jej zbocza opadają do doliny potoków Jamne i Małe Jaszcze (lewe dopływy Ochotnicy). Jeszcze długo po II wojnie światowej tętniła życiem pasterskim, stały na niej szałasy, jednak wskutek nieopłacalności ekonomicznej zaprzestano tu wypasu. Od tego czasu polana zaczyna stopniowo zarastać borówczyskami i pojedynczymi świerkami. W kierunku północnym widoki zasłania las, ale we wszystkich pozostałych kierunkach rozpościera się stąd szeroka panorama widoków na Pieniny, Beskid Sądecki, Pasmo Lubania i Tatry. Przebiegające przez polanę szlaki turystyczne umożliwiają wędrówkę po Gorcach, a noclegi zapewnia schronisko Gorczańska Chata (d. Hawiarska Koliba). W zimie jest dobrym miejscem do uprawiania narciarstwa pozatrasowego.
Niedaleko obok polany, przy zielonym szlaku na Gorc znajduje się w lesie grób Władysława Pisarskiego ps. Piwonia – partyzanta IV baonu 1 Pułku Strzelców Podhalańskich Armii Krajowej, który poległ tu 20 października 1944 r. Był jedynym poległym partyzantem w czasie operacji „bitwa nad Ochotnicą”, do przeprowadzenia której Niemcy ściągnęli oddziały SS „Galizien” w liczbie ok. 600 żołnierzy (w dywizji tej służyli głównie Ukraińcy i niemieccy żołnierze z karnej kompanii). Chcieli zniszczyć zgrupowania partyzanckie w Gorcach. Doskonale znający teren partyzanci AK wspólnie z partyzantką sowiecką zorganizowali zasadzki, w których zabili kilkudziesięciu żołnierzy po stronie niemieckiej. Walki toczyły się na całym południowych zboczach pod Gorcem, Przysłopem i Jaworzyną Kamienicką. Wobec znacznej przewagi wroga partyzanci wycofali się w dalsze rejony Gorców. W odwecie Niemcy spacyfikowali później Ochotnicę, zabijając 53 osoby i paląc 29 gospodarstw.
Nazwa polany pochodzi od wołoskiego słowa prislop oznaczającego przełęcz. Po wschodniej stronie szczytu Przysłop znajduje się tutaj w grzbiecie pasma Gorca niewielka przełęcz, a po drugiej stronie szczytu Przysłop druga polana – Przysłop Górny. Polana jest jedną z licznych polan na południowych stokach tego pasma, które niegdyś aż pod sam wierzch zajęte były polanami i polami uprawnymi zaszytej wśród gór wsi Ochotnica Górna, której mieszkańcy mają wołoski rodowód.

## Szlaki turystyki pieszej
odcinek: Gorc – Przysłop Dolny – Przysłop – Przysłop Górny – Średniak – polana Jaworzyna – Trzy Kopce – Polana Gabrowska – Hala Długa – Turbacz. Odległość 10,4 km, suma podejść 370 m, suma zejść 270 m, czas przejścia 2 godz. 50 min, z powrotem 2 godz. 30 min.
 Ochotnica Górna – dolina potoku Jamne – Gorczańska Chata – Kosarzyska – Przysłop Dolny – skrzyżowanie ze szlakiem zielonym. Odległość 7,1 km, suma podejść 600 m, czas przejścia 2 godz. 15 min, z powrotem 1 godz. 45 min.

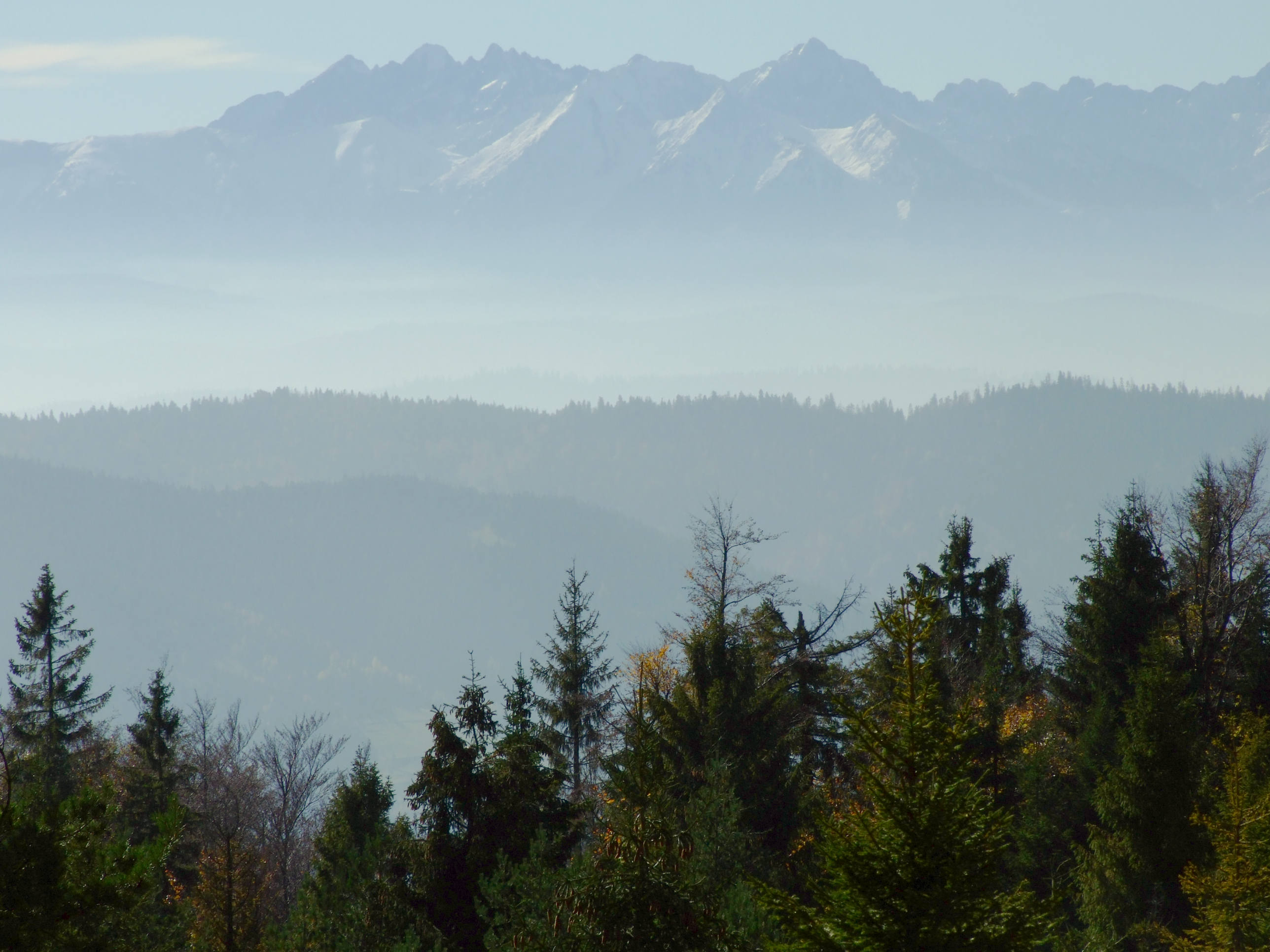
Widok na Tatry i pasmo Lubania

olana należy do miejscowości Ochotnica Górna w województwie małopolskim, w powiecie nowotarskim, w gminie Ochotnica Dolna.